# هارون ستيل
هارون ستيل (بالإنجليزية: Aaron Steele)‏ (1 فبراير 1987 بتويكنهام في المملكة المتحدة - ) هو لاعب كرة قدم بريطاني في مركز الوسط. لعب مع نادي برينتفورد ونادي سلاو تاون.

## وصلات خارجية
- هارون ستيل على موقع قاعدة بيانات كرة القدم.إي يو (الإنجليزية)
- هارون ستيل على موقع Soccerbase.com (لاعب) (الإنجليزية)